# Entoloma lidbergii
Entoloma lidbergii är en svampart som tillhör divisionen basidiesvampar, och som beskrevs av Machiel Evert ("Chiel") Noordeloos. Entoloma lidbergii ingår i släktet Entoloma, och familjen Entolomataceae. Arten är reproducerande i Sverige.